# Saint-Quentin-sur-Coole
Saint-Quentin-sur-Coole è un comune francese di 64 abitanti situato nel dipartimento della Marna nella regione del Grand Est.

## Società

### Evoluzione demografica
Abitanti censiti